# José Kanté
José Kanté Martínez (Sabadell, 27 setembre de 1990) és un exfutbolista professional català d'origen Guineà que jugava com a extrem. Va ser internacional amb l'equip nacional guineà.

## Carrera
Kanté va formar-se al Centre d'Esports Manresa, el qual va ascendir Primera Catalana el 2011 gràcies a la seva presència. Aquest assoliment va portar-lo a fitxar per l'Unió Esportiva Rubí de Tercera divisió. L'any següent va ser fitxat per l'AE Prat de Segona divisió B, amb el qual va marcar el primer gol l'11 de novembre del 2012 en un 2-1 favorable contra el CF Badalona. Tot i això, al segon trimestre va ser enviat l'Atlético Malagueño de Tercera divisió, filial del Málaga Club de Fútbol, para tota la temporada restant. Va tornar a l'AE Prat on va viure el descens a la tercera divisió.
El juny de 2014, en Kanté va signar amb l'AEK Larnac FC equip de la Primera Divisió de la lliga xipriota, on va compartir equip amb molts compatriotes. Va jugar el seu primer partit el 31 d'agost d'aquell mateix any, entrant a la mitja part. El partit va finalitzar amb una pèrdua de 0-2 contra el FC d'APOEL.
El gener de 2016 va fitxar per l'equip polonès Górnik Zabrze. A la lliga polonesa ha continuat la seva carrera com a futbolista canviant la següent temporada al Wisłun Płock. A la temporada 2016-2017 el Wisłun Płock va quedar novè a la classificació naciona l amb l'aportació de 10 gols d'en Kanté al llarg de la temporada.
El 18 de juny de 2018, Kanté va fitxar Legia Varsòvia, també de la primera divisió. El 31 de gener del 2019, va ser cedit al Gimnàstic de Tarragona. Actualment el 2020 torna a jugar en el Legia Varsòvia.

## Carrera internacional
Fill de pare guineà i mare espanyola Kanté va optar per representar la Selecció Guineana tot no saber parlar francès ni qualsevol dels dialectes locals quan va ser convocat per primer cop pel director Kanfory Lappé Bangoura l'octubre 2016. El seu primer debut va ser el 13 novembre de 2017, jugant 25 minuts en una derrota 1–2 a casa contra l'eu la Selecció Congolesa pel la Copa del món de Futbol de 2018.

## Estadística de carrera

### Internacional
A 17 de novembre de 2019
| Guinea |         |      |
| Any    | Partits | Gols |
| 2016   | 1       | 0    |
| 2017   | 1       | 0    |
| 2018   | 4       | 1    |
| 2019   | 7       | 1    |
| Total  | 13      | 2    |

### Gols internacionals
A 17 de novembre de 2019
| No. | Data             | Local                                     | Adversari | Puntuació | Resultat | Competència                                            |
| --- | ---------------- | ----------------------------------------- | --------- | --------- | -------- | ------------------------------------------------------ |
| 1.  | 16 octubre 2018  | Stade Régional Nyamirambo, Kigali, Ruanda | Ruanda    | 1–0       | 1–1      | Classificació per la Copa Africana de Nacions del 2019 |
| 2.  | 17 novembre 2019 | Stade du 28 Septembre, Conakry, Guinea    | Namíbia   | 2–0       | 2–0      | Classificació per la Copa Africana de Nacions del 2021 |